# Mugison

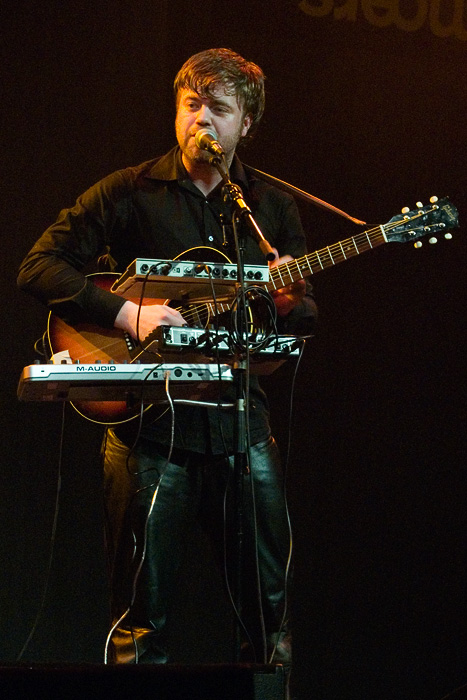
Mugison auf dem Moers Festival 2006

Mugison (eigentlich Örn Elías Guðmundsson; * 4. September 1976) ist ein isländischer Musiker und Sänger, der meist als Einmannband auftritt. In letzter Zeit tourt er unter dem Namen Mugison mit einer ganzen Band. Mugison studierte in London Musikproduktion.
2004 erhielt Mugison den Isländischen Musikpreis. Das Album Mugimama, Is This Monkey Music? wurde als bestes Album und der Song Murr Murr als bester Song gewählt.
Mugison erhielt seinen Spitznamen während er mit seinem Vater Muggi (Muggur) in Malaysia war. Sein Vater ist Karaokesänger. Da das Publikum Probleme hatte seine isländischen Namen auszusprechen, erhielt er den Namen Mugison, was auf Isländisch „der Sohn Muggis“ bedeutet.
Mugison kandidierte bei der Parlamentswahl in Island 2013 zum Althing für die Partei Björt framtíð im Wahlkreis Norðvesturkjördæmi. Björt framtíð konnte in seinem Wahlkreis jedoch keine Sitze erringen.

## Diskografie
- Lonely Mountain (2003)
- Niceland (2004, Soundtrack)
- Mugimama, Is This Monkey Music? (2004)
- Little Trip (2005, Soundtrack)
- Mýrin (2007, Soundtrack)
- Mugiboogie (2008)
- Ítrekun (2009)
- Haglél (2011)
- Enjoy! (2016)